# Daïra d'El Abadia
La daïra d'El Abadia est une circonscription administrative algérienne située dans la wilaya d'Aïn Defla. Son chef-lieu est situé sur la commune éponyme de El Abadia.

## Communes
La daïra regroupe les trois communes d'Aïn Bouyahia, El Abadia et Tacheta Zougagha. Propos par Azizi Rafik